# Csukcs-tenger
A Csukcs-tenger a Jeges-tenger egyik peremtengere Ázsia és Észak-Amerika partjainál, a Kelet-szibériai-tenger és a Beaufort-tenger között.

## Fekvése, földrajzi helyzete
| Forrás | Területe               | Víztömege  | Közepes mélysége | Legnagyobb mélysége |
| ------ | ---------------------- | ---------- | ---------------- | ------------------- |
| a      | 582 000 km²            | 52 000 km³ | 88 m             | 160 m               |
| b      | 595 000 km²            | 42 000 km³ | 71 m             | 1256 m              |
| c      | 582 000 km² (587 000?) | 45 400 km³ | 77 m             | 1256 m              |

Ázsia északkeleti szegélyét és Alaszka északnyugati partjait mossa. Határát nyugaton a Vrangel-sziget északi pontja és a Blossom-fok, a Csukcs-félszigeten a Jakan-fok jelzik. Északi határa a Vrangel-sziget északi pontjától Alaszka legészakibb pontjáig, a Barrow-fokig vezető vonal. Szibéria és Alaszka között az északi sarkkör jelenti a déli határt. A Bering-szoroson át érintkezik a Bering-tengerrel és azon át a Csendes-óceánnal. Nyugaton a De Long-szoros köti össze a Kelet-szibériai-tengerrel.
Az oroszországi sarkvidék legkeletibb peremtengere. Nyugati "szomszédjánál", a Kelet-szibériai-tengernél jóval kisebb, de a Bering-szoroson beáramló víznek köszönhetően melegebb is. A többi peremtengertől eltérően csak kisebb folyók ömlenek ide, közülük legnagyobb a Csukcs-hegységben eredő Amguema. Kevés szigete közül méreteivel kiemelkedik a Vrangel-sziget, mely a tőle 80 km-re fekvő apró Herald-szigettel együtt 2004 óta az UNESCO Világörökség listáján szerepel.
A sekély szárazföldi talapzaton fekszik, területének több mint felén a tenger mélysége 50 m-nél kevesebb. Partvonala gyengén tagolt. Nagyobb öble kevés van, de sok a lagúna. Legnagyobb öble a szibériai partrészen a Koljucsin-öböl, Alaszkán a Kotzebue-öböl. Az ázsiai és az amerikai partok mentén – bár nem közvetlenül a vízparton – egyaránt alacsony hegyek húzódnak.

## Éghajlat, vízhőfok, sótartalom
A levegő középhőmérséklete a leghidegebb hónapban (február) Uelen kikötőben –28 °С, a Vrangel-szigeten –25 °С; júliusban Uelenben +6 °С, a Vrangel-szigeten +2,5 °С, de a kontinensek egyes zárt részein +10 °С, sőt +20 °С is előfordul.
Október végétől, novembertől az egész tengert jégpáncél borítja; olvadása május-június táján kezdődik. A Bering-szoroson nyáron beáramló melegebb víz a tenger területének kb. harmadán képes elolvasztani a jeget. Délen a hajózás többnyire július második felében megindul, míg a nyugati De Long-szoros a nyáron is megmaradó jég miatt a legveszélyesebb útszakasz.
A tengerbe kevés bővízű folyó torkollik. Az innen érkező édesvíz jelentéktelen mennyisége is okozza, hogy a Csukcs-tenger sótartalma viszonylag magas, 30–32 ezrelék, partközelben valamivel alacsonyabb. A víz hőmérséklete nyáron nyugaton 4 °С, a központi részeken 6 °С, délen 10–12 °С; télen –1,6–1,8 °C.

## Gazdasági hasznosítás
A Csukcs-tenger a víziúton bonyolódó áruforgalom számára különösen jelentős. Összeköttetést teremt a Jeges-tenger és a Csendes-óceán,  az Egyesült Államok és Oroszország, illetve Oroszország európai része és a Távol-Kelet kikötői között. A legfontosabb kikötők: Uelen (Oroszország), Barrow (Egyesült Államok).